# I'll Be Gone in the Dark
I'll Be Gone in The Dark är en amerikansk dokumentärserie från 2020 regisserad av Liz Garbus, Elizabeth Wolff, Josh Koury och Myles Kane. Serien är baserad på Michelle McNamaras roman med samma namn. Första säsongen består av sex avsnitt och den svenska premiären skedde den 29 juni 2020 på HBO Nordic.

## Handling
Serien handlar om journalisten Michelle McNamaras arbete för att avslöja en av USA:s värsta våldtäktsmän och mördare – The Golden State Killer, som under 1970- och 1980-talet låg bakom 50 våldtäkter och 12 mord i Kalifornien.  

## Medverkande (i urval)
- Amy Ryan
- Patton Oswalt
- Billy Jensen
- Paul Haynes